# Nototriche glauca
Nototriche glauca är en malvaväxtart som beskrevs av Arthur William Hill. Nototriche glauca ingår i släktet Nototriche och familjen malvaväxter. Inga underarter finns listade i Catalogue of Life.